# Metamorphosis (Rolling Stones)
 For alternative betydninger, se Metamorphosis. (Se også artikler, som begynder med Metamorphosis)
Metamorphosis er det tredje opsamlingsalbum af The Rolling Stones musik, som blev udgivet af Allen Kleins ABKCO Records (der havde kontrol over bandets Decca / London materiale). Metamorphosis blev udgivet i 1975, og koncentreret sig om overskydende og alternative versioner af de kendte sange, optaget mellem 1964 og 1970. 

## Historie
De fleste af de sange der er på side 1 på vinyl albummet er hovedsagelig demos, skrevet af Mick Jagger og Keith Richards til andre artister. De fleste blev indspillet af musikerne Big Jim Sullivan (der spiller pedal steel guitar delene), Clem Cattini på trommer og Jimmy Page på guitar. På de fleste af disse numre er den eneste Rolling Stones der optræder Mick Jagger. Mens "Out Of Time" og "Heart Of Stone" allerede var kendte, optrådte de her I en meget anderledes version end den endelige udgave på Sticky Fingers fra 1970.
Udgivet i juni 1975 udkom Metamorphosis den samme dag som bandets officielle opsamlingsalbum Made in the Shade, og tjente også penge på The Rolling Stones sommer tour i Amerika. Anmeldelserne var lunkne (mange følte at sangene havde bedst af aldrig at være blevet udgivet), lykkes det Metamorphosis at få en 8. plads i USA, men kun en 45. plads i England. To af singlerne "Out Of Time" og et cover af Stevie Wonders "I Don't Know Why" kom kort tid på singles charts.

## Spor
- Alle sangene er skrevet af Mick Jagger and Keith Richards udtaget hvor andet er noteret.

1. "Out of Time" – 3:22 
  -  Demoen – med Mick Jagger som sanger – til Chris Farlowes hit single version, optaget 27-30. april 1966.
2. "Don't Lie To Me" (Chuck Berry) – 2:00 
  -  Optaget den 12. maj 1964. Misvisende krediteret til Mick Jagger og Keith Richards på albummet. Musikere: Mick Jagger (sang), Keith Richards (guitar), Brian Jones (guitar), Charlie Watts (trommer), Bill Wyman (bass), Ian Stewart (klaver).
3. "Some Things Just Stick In Your Mind" – 2:25 
  -  Optaget den 13. februar 1964. Den første version af denne sang blev udgivet tidligt 1965 af den amerikanske Dick and Dee Dee, tæt efterfulgt af Vashti Bunyan optagelse.
4. "Each And Everyday Of The Year" – 2:48 
  -  Optaget tidligt i september 1964. Bobby Jamesons version af denne sang indeholder det samme kor som dette nummer. Det blev også coveret af en gruppe der gik under navnet "Thee", begge i 1965.
5. "Heart of Stone" – 3:47 
  -  Optaget 21 – 23. juli 1964 med Jimmy Page på guitar og Clem Cattini på trommer.
6. "I'd Much Rather Be With The Boys" – 2:11 
  -  Optaget i februar 1965. originalt udgivet af “The Toggery 5” i 1965.
7. "(Walkin' Thru The) Sleepy City" – 2:51 
  -  Optaget tidligt i september 1964. originalt udgivet af “The Mighty Avengers” i 1965.
8. "We're Wastin' Time" – 2:42 
  -  Optaget tidligt i september 1964. originalt udgivet af Jimmy Tarbuck i 1965.
9. "Try a Little Harder" – 2:17 
  -  Optaget 13. februar 1964.
10. "I Don't Know Why" (Stevie Wonder/Paul Riser/Don Hunter/Lula Hardaway) – 3:01 
  -  Optaget den 3. juli 1969, den samme nat som Brian Jones døde. Musikken. Den anden slide guitar solo af Mick Taylor er en kopi af den første solo. Misvisende krediteret som Mick Jagger, Keith Richards og Mick Taylor på den første udgivelse af albummet. Krediteret blev rette ved den anden udgivelse i 2002.
11. "If You Let Me" – 3:17 
  -  En Aftermath rest optaget 3. – 6. marts 1966. Musikere: Mick Jagger (sang), Keith Richards (guitar), Brian Jones (guitar), Charlie Watts (trommer), Bill Wyman (bass), Ian Stewart (klaver).
12. "Jiving Sister Fanny" – 2:45 
  -  Optaget i juni 1969, Mick Taylor på lead guitar.
13. "Downtown Suzie" (Bill Wyman) – 3:52 
  -  Optaget den 23. april 1969 under den original titel "Sweet Lyle Lucie".
14. "Family" – 4:05 
  -  Optaget 28. juni 1968. Musikere: Mick Jagger (sang), Keith Richards (guitars), Charlie Watts (trommer), Bill Wyman (bass), Nicky Hopkins (klaver), Jimmy Miller (perkussion)
15. "Memo From Turner" – 2:45 
  -  Optaget 17. november 1968. Musikere: Mick Jagger (sang), Keith Richards (guitar), Charlie Watts (trommer), Bill Wyman (bass), Al Kooper (guitar)
16. "I'm Going Down" – 2:52 
  -  Optaget 4 – 15. juli 1970 som en Sticky Fingers rest. Krediteret til Mick Jagger, Keith Richards and Mick Taylor på første udgave af albummet. Den blev senere ændret til 'Jagger/Richards' på den anden udgivelsen i 2002. Musikere: Mick Jagger (sang), Keith Richards (guitarer), Charlie Watts (trommer), Bill Plummer (bass), Bobby Keys (saxofon), Rocky Dijon (perkussion)

- Numrene 3, 7 og 8 blev ikke udgivet på den amerikanske version Metamorphosis i 1975.